# مک‌لارن (فیلم)
مک لارن (به انگلیسی: McLaren) یک فیلم مستند ورزشی نیوزیلندی که بر اساس زندگی بروس مک‌لارن، بنیانگذار تیم اتومبیلرانی مک لارن ساخته شده‌است. در این فیلم دواین کامرون در نقش بروس مک لارن بازی می‌کند و راجر دونالدسون کارگردانی این فیلم را بر عهده دارد.
این فیلم از طریق مصاحبه‌ها، تصاویر آرشیوی و تفریحات زندگی بروس مک لارن ساخته شده است.

## فیلمبرداری
صحنه‌های فیلم در نیوزیلند، جایی که بروس مک لارن بزرگ شده، گرفته شده‌است.

## انتشار فیلم
اولین نمایش این فیلم در ۲۵ مه ۲۰۱۷ در انگلیس بود و پس از آن در ۱ ژوئن ۲۰۱۷ در نیوزیلند اکران شد. این فیلم قبل از اکران در استرالیا در ۲۱ ژوئن ۲۰۱۷ در جشنواره فیلم سیدنی به نمایش درآمد.